# Neverworld's End
Neverworld's End è il quinto album in studio del gruppo musicale Xandria, pubblicato nel 2012 dalla Napalm Records. È il primo album con la cantante Manuela Kraller e l'ultimo con il bassista Nils Middelhauve.

## Tracce
Testi e musiche di Marco Heubaum.
1. A Prophecy of Worlds to Fall – 7:23
2. Valentine – 4:11
3. Forevermore – 4:59
4. Euphoria – 4:30
5. Blood on My Hands – 4:17
6. Soulcrusher – 6:11
7. The Dream Is Still Alive – 4:23
8. The Lost Elysion – 5:26
9. Call of the Wind – 4:52 (testo: Manuela Kraller)
10. A Thousand Letters – 4:18 (testo: Manuela Kraller)
11. Cursed – 4:10 (testo: Nils Middelhauve – musica: Philip Restemeier)
12. The Nomad's Crown – 9:02
13. When the Mirror Cracks – 4:08 (testo: Nils Middelhauve) – bonus track
14. The Sailor and the Sea – 3:10 – bonus track

## Formazione
- Manuela Kraller - voce
- Marco Heubaum - voce, chitarra, tastiera
- Philip Restemeier - chitarra
- Nils Middelhauve - basso elettrico
- Gerit Lamm - batteria